# Grevillea pyramidalis
Grevillea pyramidalis är en tvåhjärtbladig växtart. Grevillea pyramidalis ingår i släktet Grevillea och familjen Proteaceae.

## Underarter
Arten delas in i följande underarter:
- G. p. leucadendron
- G. p. longiloba
- G. p. pyramidalis